# Toronto Falcons 1968
Questa pagina raccoglie i dati riguardanti i Toronto Falcons nelle competizioni ufficiali della stagione 1968.

## Stagione
La squadra venne affidata a László Kubala che aveva lasciato definitivamente il calcio giocato proprio la stagione precedente con i Falcons. La squadra, caratterizzata da una folta rappresentanza spagnola, ottenne il terzo posto nella Lakes Division, non accedendo così alla fase finale del torneo.
I Falcons terminarono ogni attività al termine della stagione.

## Organigramma societario
Area direttiva
- Presidente: Joe Peters

Area tecnica
- Allenatore: László Kubala

## Rosa
| N.    |                        | Ruolo | Calciatore         |
| ----- | ---------------------- | ----- | ------------------ |
| 1     | El Salvador (bandiera) | P     | Raúl Magaña        |
| 2     | Spagna (bandiera)      | D     | Ponce              |
| 3     | Inghilterra (bandiera) | D     | Ken Bracewell      |
| 4     | Spagna (bandiera)      | C     | Iguaran            |
| 5     | Costa Rica (bandiera)  | C     | Justiniano Jiménez |
| 6     | Argentina (bandiera)   | C     | Bernardo Vargas    |
| 7     | Argentina (bandiera)   | A     | Óscar López        |
| 8     | Uruguay (bandiera)     | C     | Pedro Cubilla      |
| 9     | Canada (bandiera)      | A     | Mario Barone       |
| 10    | Spagna (bandiera)      | A     | Branko Kubala      |
| 10/19 | Jugoslavia (bandiera)  | A     | Victor Jurisevic   |

| N. |                        | Ruolo | Calciatore          |
| -- | ---------------------- | ----- | ------------------- |
| 11 | Spagna (bandiera)      | C     | Juan Lima           |
| 14 | Honduras (bandiera)    | A     | Julio César Fonseca |
| 15 | Canada (bandiera)      | D     | Tony Lecce          |
| 16 | Costa Rica (bandiera)  | A     | Charles Soto        |
| 17 | Guatemala (bandiera)   | C     | Ricardo Clark       |
| 18 | Inghilterra (bandiera) | C     | Eddie Barker        |
| 19 | Spagna (bandiera)      | A     | Yanko Daučík        |
| 20 | Canada (bandiera)      | D     | Allan Harvey        |
| 21 | Brasile (bandiera)     | A     | Iris DeBrito        |
| 22 | Spagna (bandiera)      | P     | Juan Benegas        |

## Risultati
Ogni squadra disputava trentadue incontri.
| 7 aprile 1968 | Vancouver Royals | 4 – 1 | Toronto Falcons | Empire Stadium |

| 13 aprile 1968 | Dallas Tornado | 1 – 1 | Toronto Falcons | Cotton Bowl |

| 17 aprile 1968 | Houston Stars | 5 – 0 | Toronto Falcons | Astrodome |

| 21 aprile 1968 | N.Y. Generals | 0 – 0 | Toronto Falcons | Yankee Stadium |

| 26 aprile 1968 | Detroit Cougars | 6 – 1 | Toronto Falcons | Tiger Stadium |

| 12 maggio 1968 | Toronto Falcons | 3 – 2 | N.Y. Generals | Varsity Stadium (6.845 spett.) |

| 19 maggio 1968 | Toronto Falcons | 1 – 1 | Chicago Mustangs | Varsity Stadium (7.136 spett.) |

| 24 maggio 1968 | Detroit Cougars | 2 – 3 | Toronto Falcons | Tiger Stadium |

| 26 maggio 1968 | Toronto Falcons | 1 – 0 | K.C. Spurs | Varsity Stadium (5.211 spett.) |

| 29 maggio 1968 | Cleveland Stokers | 2 – 0 | Toronto Falcons | Cleveland Stadium |

| 2 giugno 1968 | Atlanta Chiefs | 1 – 0 | Toronto Falcons | Atlanta Stadium |

| 6 giugno 1968 | Toronto Falcons | 2 – 0 | Houston Stars | Varsity Stadium (3.924 spett.) |

| 9 giugno 1968 | Toronto Falcons | 4 – 3 | Boston Beacons | Varsity Stadium (2.835 spett.) |

| 12 giugno 1968 | San Diego Toros | 0 – 3 | Toronto Falcons | Balboa Stadium |

| 16 giugno 1968 | L.A. Wolves | 3 – 0 | Toronto Falcons | Rose Bowl |

| 18 giugno 1968 | Toronto Falcons | 2 – 2 | Washington Whips | Varsity Stadium (5.427 spett.) |

| 21 giugno 1968 | Washington Whips | 3 – 2 | Toronto Falcons | D.C. Stadium |

| 28 giugno 1968 | Toronto Falcons | 3 – 3 | Baltimore Bays | Varsity Stadium (15.514 spett.) |

| 2 luglio 1968 | Chicago Mustangs | 2 – 0 | Toronto Falcons | Comiskey Park |

| 6 luglio 1968 | Toronto Falcons | 1 – 0 | Detroit Cougars | Varsity Stadium (2.449 spett.) |

| 12 luglio 1968 | Toronto Falcons | 2 – 1 | Oakland Clippers | Varsity Stadium (5.602 spett.) |

| 19 luglio 1968 | Toronto Falcons | 4 – 3 | Vancouver Royals | Varsity Stadium (5.171 spett.) |

| 23 luglio 1968 | Boston Beacons | 2 – 3 | Toronto Falcons | Fenway Park |

| 26 luglio 1968 | Toronto Falcons | 2 – 2 | Cleveland Stokers | Varsity Stadium (5.226 spett.) |

| 30 luglio 1968 | Toronto Falcons | 1 – 2 | Detroit Cougars | Varsity Stadium (4.195 spett.) |

| 7 agosto 1968 | Cleveland Stokers | 2 – 3 | Toronto Falcons | Cleveland Stadium |

| 9 agosto 1968 | Toronto Falcons | 0 – 3 | Atlanta Chiefs | Varsity Stadium (4.228 spett.) |

| 13 agosto 1968 | Chicago Mustangs | 4 – 1 | Toronto Falcons | Comiskey Park |

| 20 agosto 1968 | Toronto Falcons | 0 – 2 | Cleveland Stokers | Varsity Stadium (4.056 spett.) |

| 27 agosto 1968 | Toronto Falcons | 8 – 4 | Chicago Mustangs | Varsity Stadium (2.218 spett.) |

| 31 agosto 1968 | Baltimore Bays | 4 – 0 | Toronto Falcons | Memorial Stadium |

| 6 settembre 1968 | Toronto Falcons | 3 – 0 | St. Louis Stars | Varsity Stadium (4.504 spett.) |

## Statistiche

### Statistiche di squadra
| Competizione | Punti | In casa | In casa | In casa | In casa | In casa | In casa | In casa | In trasferta | In trasferta | In trasferta | In trasferta | In trasferta | In trasferta | In trasferta | Totale | Totale | Totale | Totale | Totale | Totale | Totale |
| Competizione | Punti | G       | V       | N       | P       | Bg      | Gf      | Gs      | G            | V            | N            | P            | Bg           | Gf           | Gs           | G      | V      | N      | P      | Bg     | Gf     | Gs     |
| ------------ | ----- | ------- | ------- | ------- | ------- | ------- | ------- | ------- | ------------ | ------------ | ------------ | ------------ | ------------ | ------------ | ------------ | ------ | ------ | ------ | ------ | ------ | ------ | ------ |
| NASL         | 144   | 16      | 9       | 4       | 3       | 30      | 37      | 28      | 16           | 4            | 2            | 10           | 18           | 18           | 41           | 32     | 13     | 6      | 13     | 48     | 55     | 69     |